# オート＝ヴィエンヌ県
オート＝ヴィエンヌ県（オート＝ヴィエンヌけん、仏: Haute-Vienne、フランス語発音: [ot vjɛn]）は、フランスのヌーヴェル＝アキテーヌ地域圏にある県。県名はヴィエンヌ川に由来する。パリからトゥールーズへ向かう道、大西洋から中央高地をつなぐ道といった、歴史的な交差路に位置する。
文化的、歴史的にはオック語圏に含まれる県であり、かつてのリムーザン州西部を占める部分となっている。

## 地理

1790年以前の州で色分けされたオート＝ヴィエンヌの地図。リムーザン、ラ・マルシュ、アングーモワ、ポワトゥーからなる

ロシュシュアール近くのシェオンナックに、シャラント川の水源がある。クルーズ県、コレーズ県、ドルドーニュ県、シャラント県、ヴィエンヌ県、アンドル県と隣接する。
県は中央高地の北西端に位置する。ヴィエンヌ川谷では標高が160mになる。そして山間部にあるヴァシヴィエール湖では標高が750mになる。県の標高最高地点はラガルド山の795mである。
オート＝ヴィエンヌの森林面積は149 996ヘクタール、そのうちの植林率は29.6%である。全ての川の全長は7000kmにもなる。
オート＝ヴィエンヌは、コレーズなど近接する県とは異なり、実際の風景が非常に異なるものであっても、別個の地理区分がなされていないが、3つに区分ができる。
- バス・マルシュ - 県北部の1/3を占める。
- ヴァレ・ド・ヴィエンヌ - 周辺地域およびヴィエンヌ川支流の谷も含まれる。この地方には県人口の大部分が集まる。
- 高原およびリムーザン山地 - 10kmから25kmの帯状に県の南西から東部をカバーする。

オート＝ヴィエンヌにおいて、アキテーヌ型の海洋性気候は減衰し、中央高地に近いこととその標高の高さのため、山の影響を受けている。冬は雪深いが、県都リモージュで雪の日が1日から2日続くことは珍しい。夏は美しく、湿度が高いために非常に暑くなる。秋は通常晴れて過ごしやすく、9月と10月はまれに霜が降りる。

## 交通

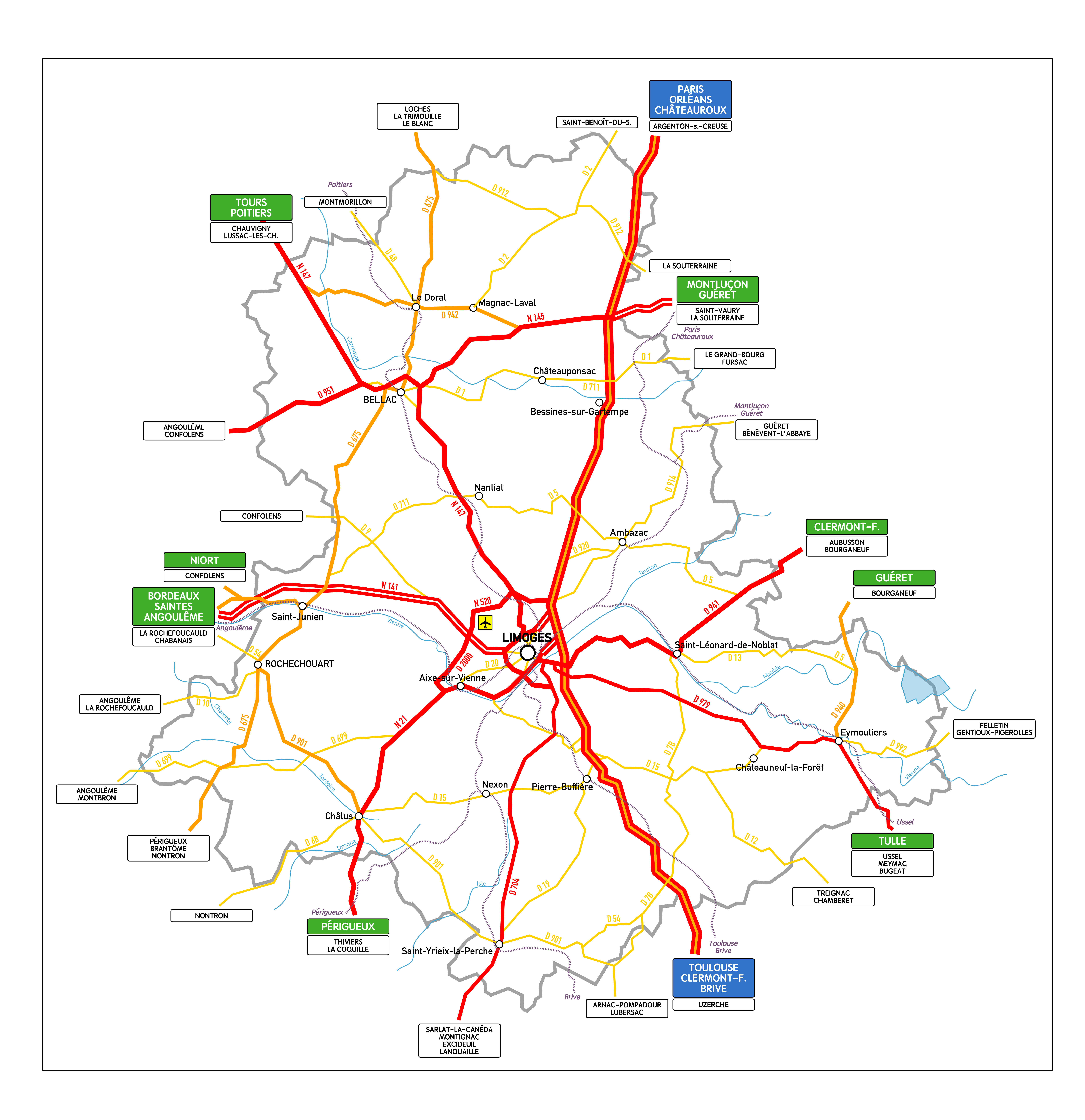
オート＝ヴィエンヌの道路地図

地域圏と中央高地の理想において、オート＝ヴィエンヌは長い間主要道から除外され孤立に苦しんできた。1990年代、そして特に2000年代に、車の道路計画において顕著な改善が見られた。これは先進的なオートルートA20の試験使用のためで、ヴィエルゾンとブリーヴ＝ラ＝ガイヤルドの区間は無料であった。加えて、アングレーム方面へ向かう国道141号線がオート＝ヴィエンヌ近くに開通した。

### オート＝ヴィエンヌ県鉄道

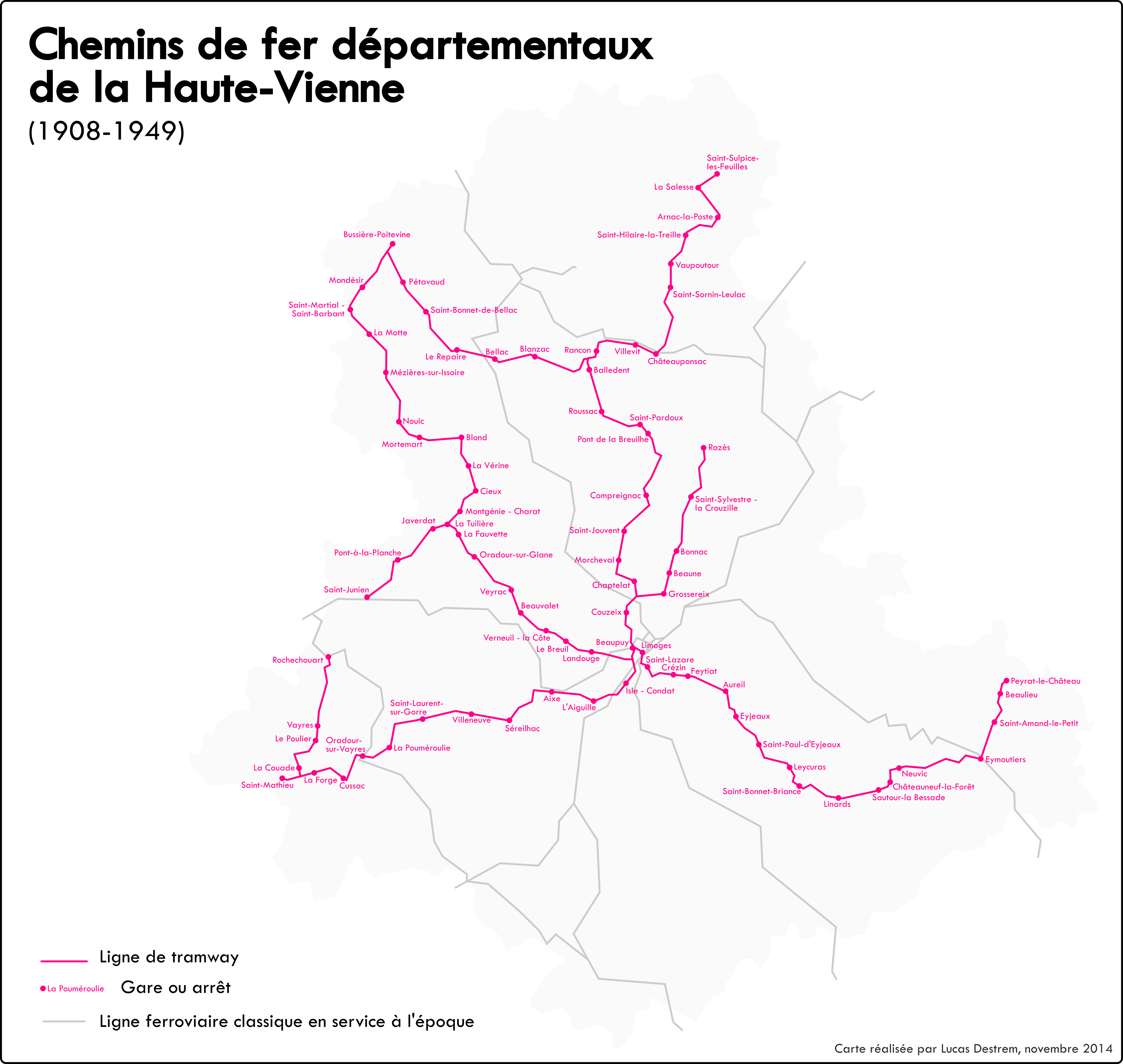
CDHVの路線網

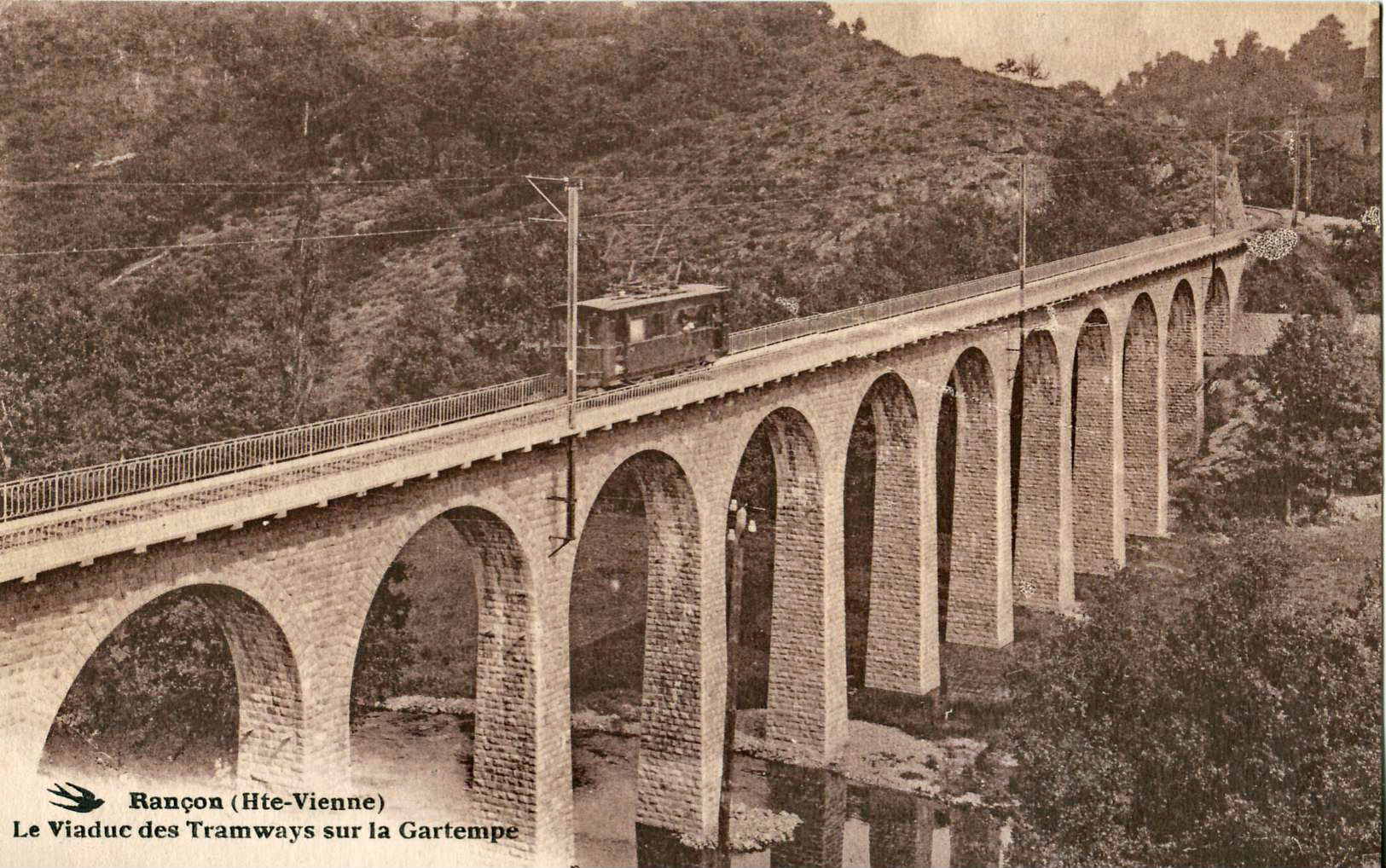
ランコン(Rancon)の高架橋を走るCDHVの電車

オート＝ヴィエンヌ県鉄道 (フランス語: Les Chemins de fer départementaux de la Haute-Vienne、CDHV) は、かつて（1908年から1949年まで）オート＝ヴィエンヌ県にあった路面電車である。県民にはトラミの愛称で親しまれていた。

## 人口統計
| 1801年  | 1831年  | 1841年  | 1851年  | 1856年  | 1861年  | 1866年  |
| ------- | ------- | ------- | ------- | ------- | ------- | ------- |
| 245.150 | 285.130 | 292.848 | 319.379 | 319.787 | 319.595 | 326.037 |
| 1872年  | 1876年  | 1881年  | 1886年  | 1891年  | 1896年  | 1901年  |
| 322.447 | 336.061 | 349.332 | 363.182 | 372.878 | 375.724 | 381.753 |
| 1906年  | 1911年  | 1921年  | 1926年  | 1931年  | 1936年  | 1946年  |
| 385.732 | 384.736 | 350.235 | 351.311 | 335.873 | 333.589 | 336.313 |
| 1954年  | 1962年  | 1968年  | 1975年  | 1982年  | 1990年  | 1999年  |
| 324.429 | 332.514 | 341.589 | 352.149 | 355.737 | 353.593 | 353.893 |

## 行政
リモージュの控訴審裁判所は、コレーズ県、クルーズ県、オート＝ヴィエンヌ県を管轄下におき、その管轄区内の裁判所で下された判決を聞く。
ラシダ・ダティ司法大臣時代、司法改革が進められ、ベラック、ロシュシュアール、サンティリュー・ラ・ペルシュにあった小審裁判所が廃止された。

## 政治
非常に長い間、オート＝ヴィエンヌは左派に影響を受ける県である。これは第一次世界大戦からの伝統的な、農村部や都市部での労働組合運動のためである。そしてレジスタンス運動は、現在の共産主義勢力と、県における政治の大部分を占めてきた社会党勢力という2つの強大な左派勢力の統合を好んだ。
21世紀初頭、フランス共産党は注目すべき比重を示していたが、現在はフランス社会党が大勢を占めているため、県選出下院議員3人、県選出上院議員2人を出し、42の小郡のうち24、そして人口3500人以上のコミューンの大多数で議席を保持している。議会の右派勢力は、数箇所単独で勝利しているにもかかわらず、疎外されている。2010年代に明らかに増加傾向にあるものの、極右勢力の得票数は控えめなままである。

## 経済
フランスの多くの他の地域圏でそうであったように、工業は危機を渡った。地域経済はますますその工業的概観を維持しながら、伝統的な経済に近寄る傾向にある。こうした経済活動でよく知られているのは、リモージュの磁器とエナメル、ウェストンの靴、サン＝ジュニアンの手袋である。
車は今リムーザン経済の主力であるとみなされている（ルノートラックの工場）。
県経済の象徴となっているのは、今も昔も製材業である。
農業においては今もウシの飼育が支配的である（リムーザン種のウシとブタの他、ヒツジも飼育される）。AOC指定されているリンゴ、ポム・ド・リムーザンも知られている。穀物栽培は限定的であり、昔のフィロキセラ流行によって荒廃したことからブドウ畑はほとんど存在しない（19世紀フランスのフィロキセラ禍）。
県の失業率は7.4%と、国内平均よりも低い。

## ギャラリー

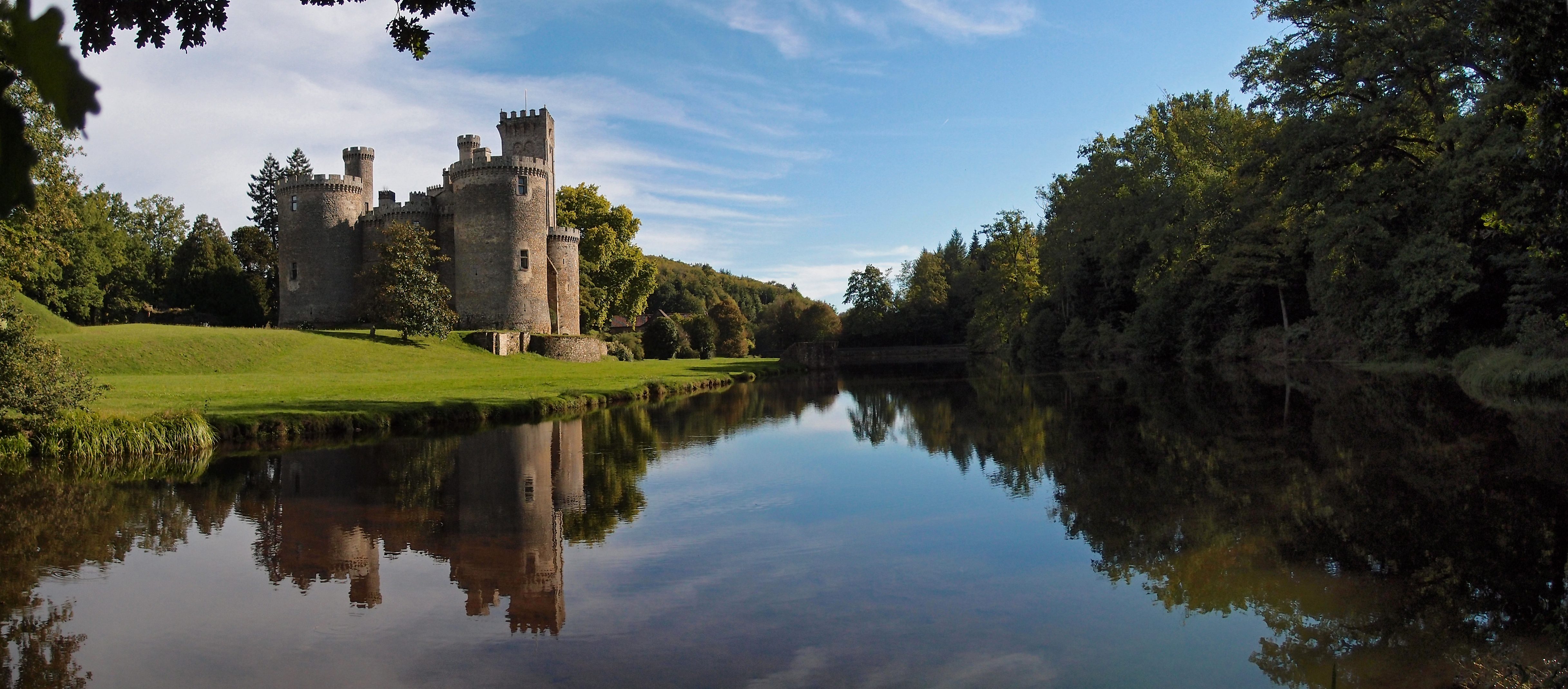
モンブラン城
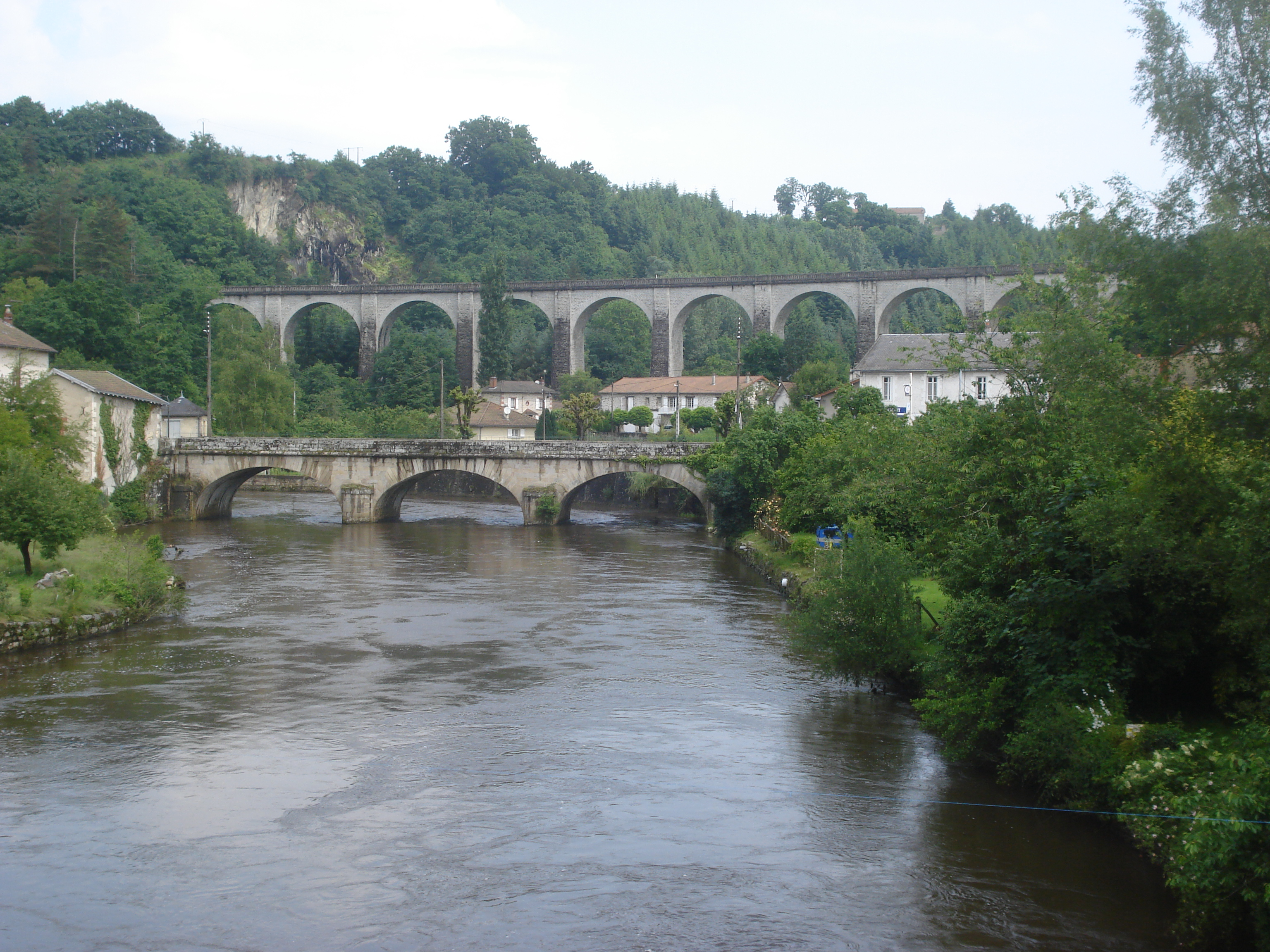
サン＝レオナール＝ド＝ノブラ
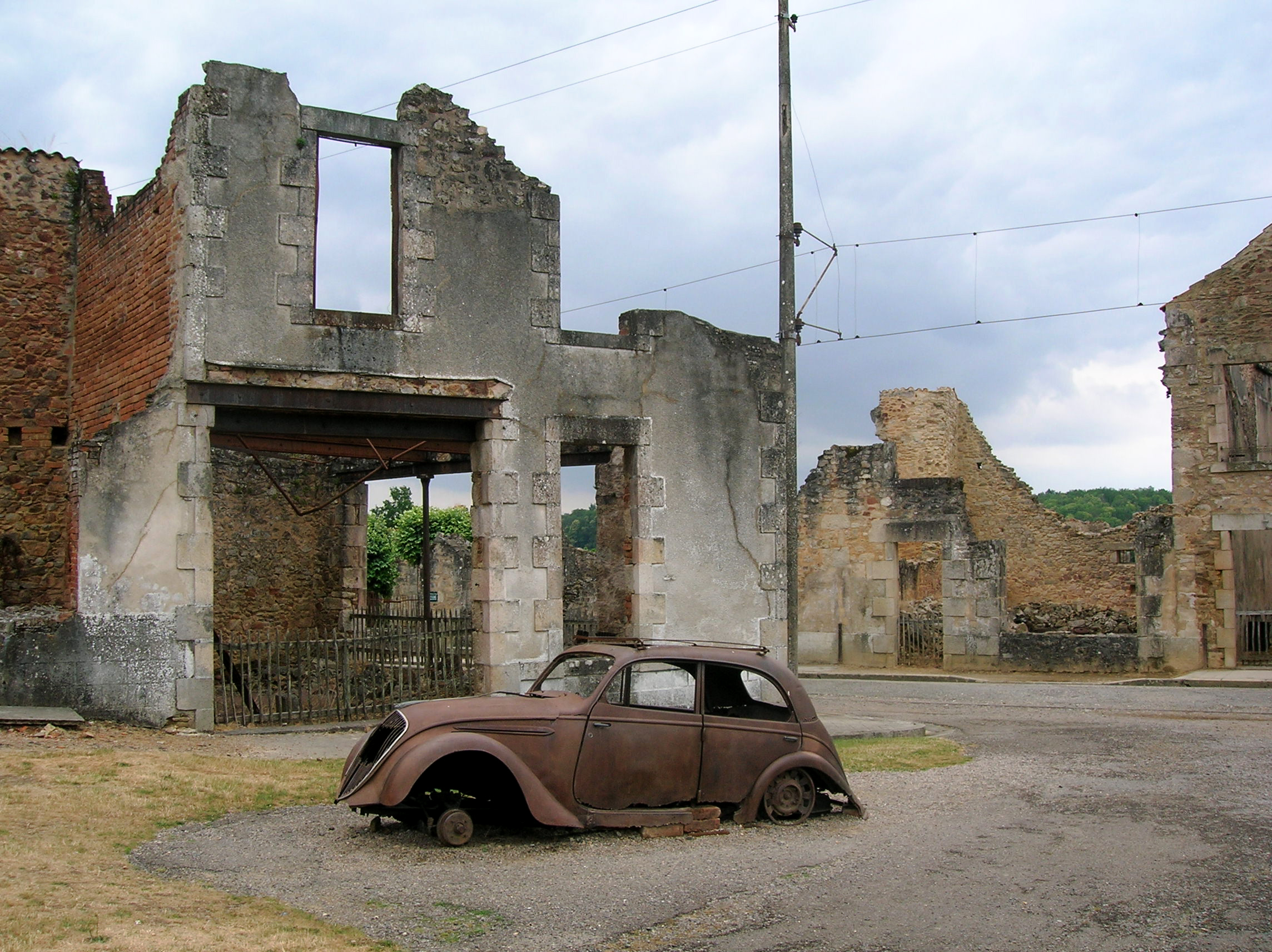
オラドゥール＝シュル＝グラヌの廃墟
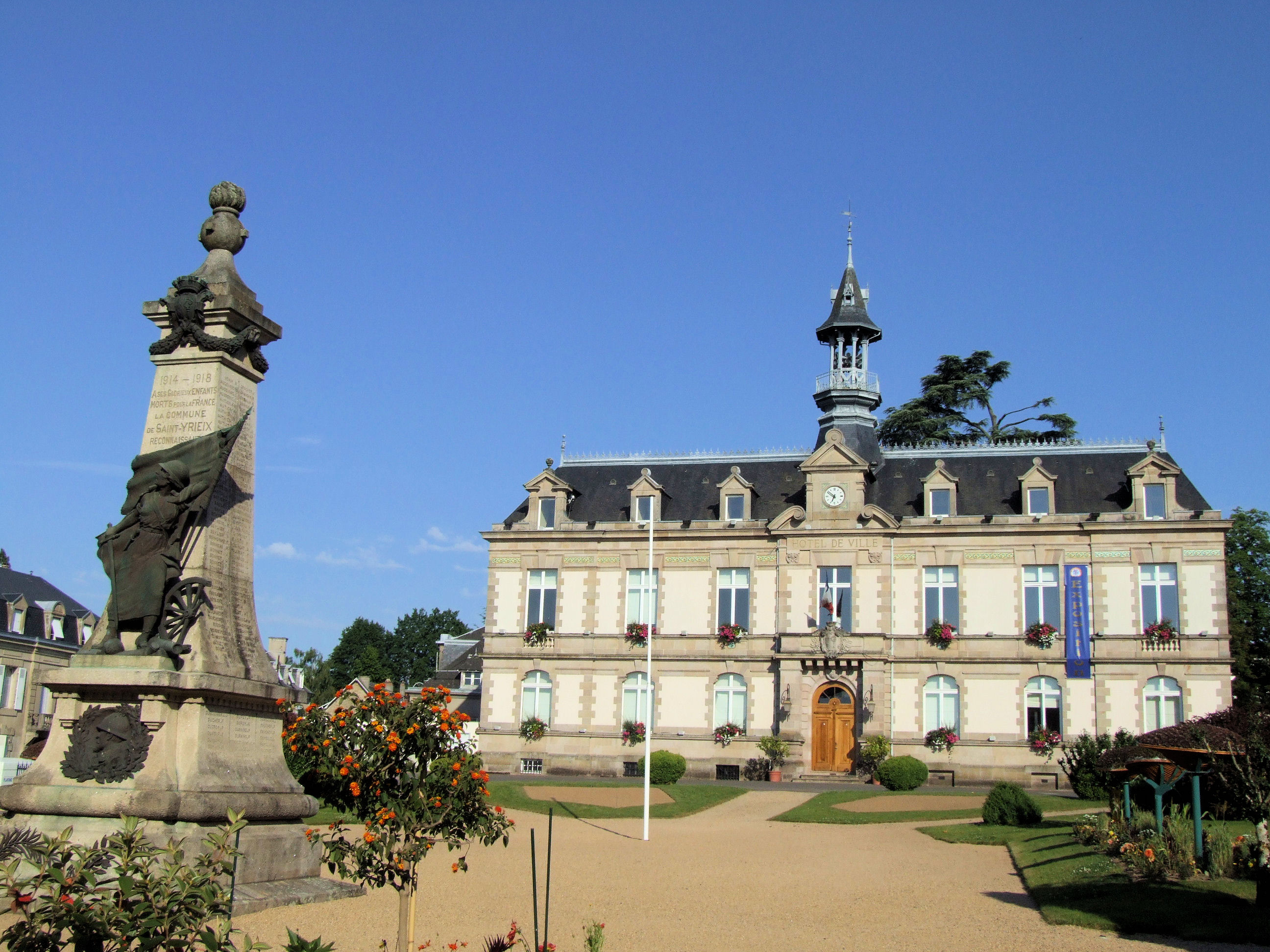
サン＝ティリエクス＝ラ＝ペルシュ
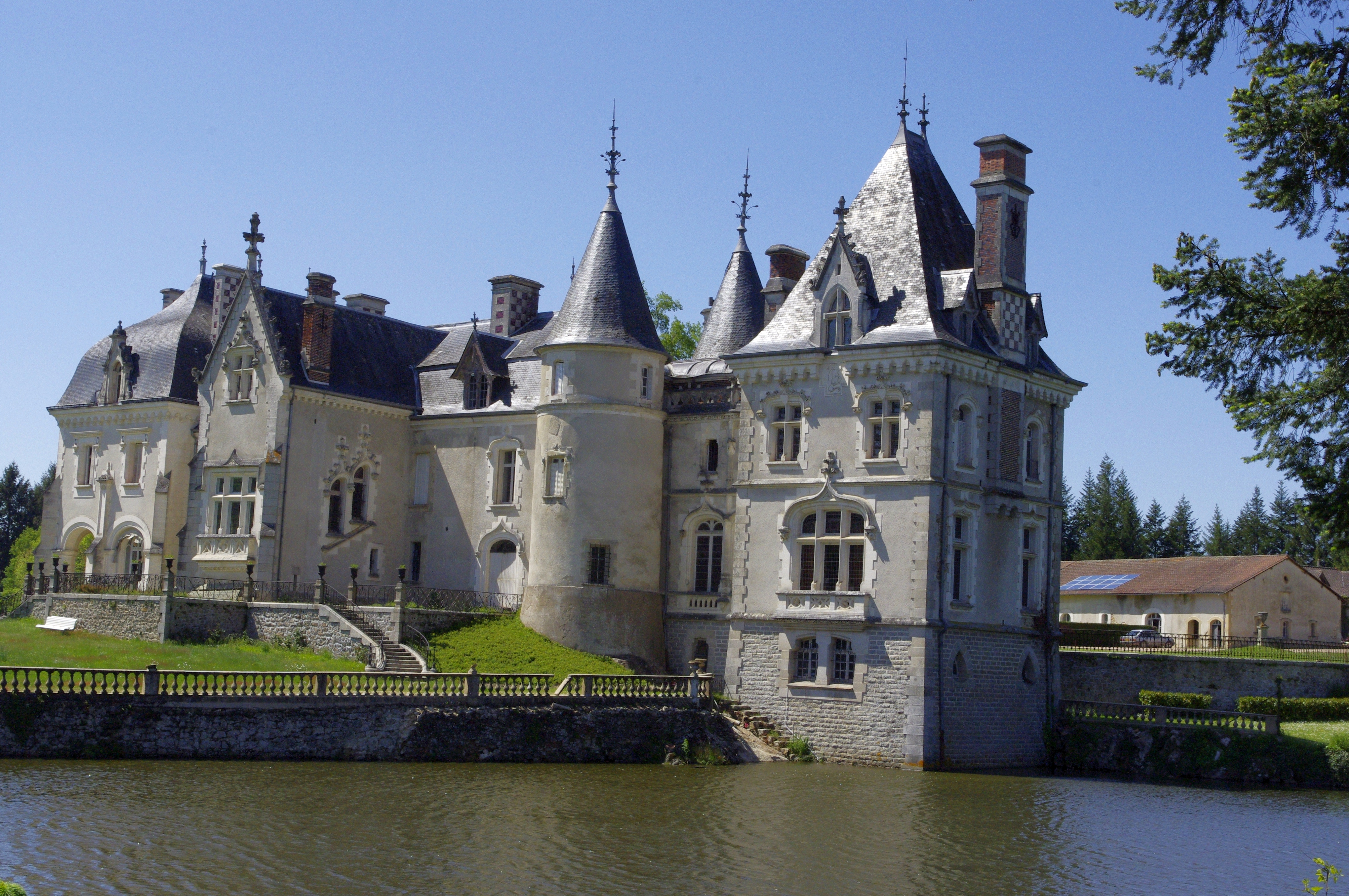
メゾネ＝シュル＝タルドワール
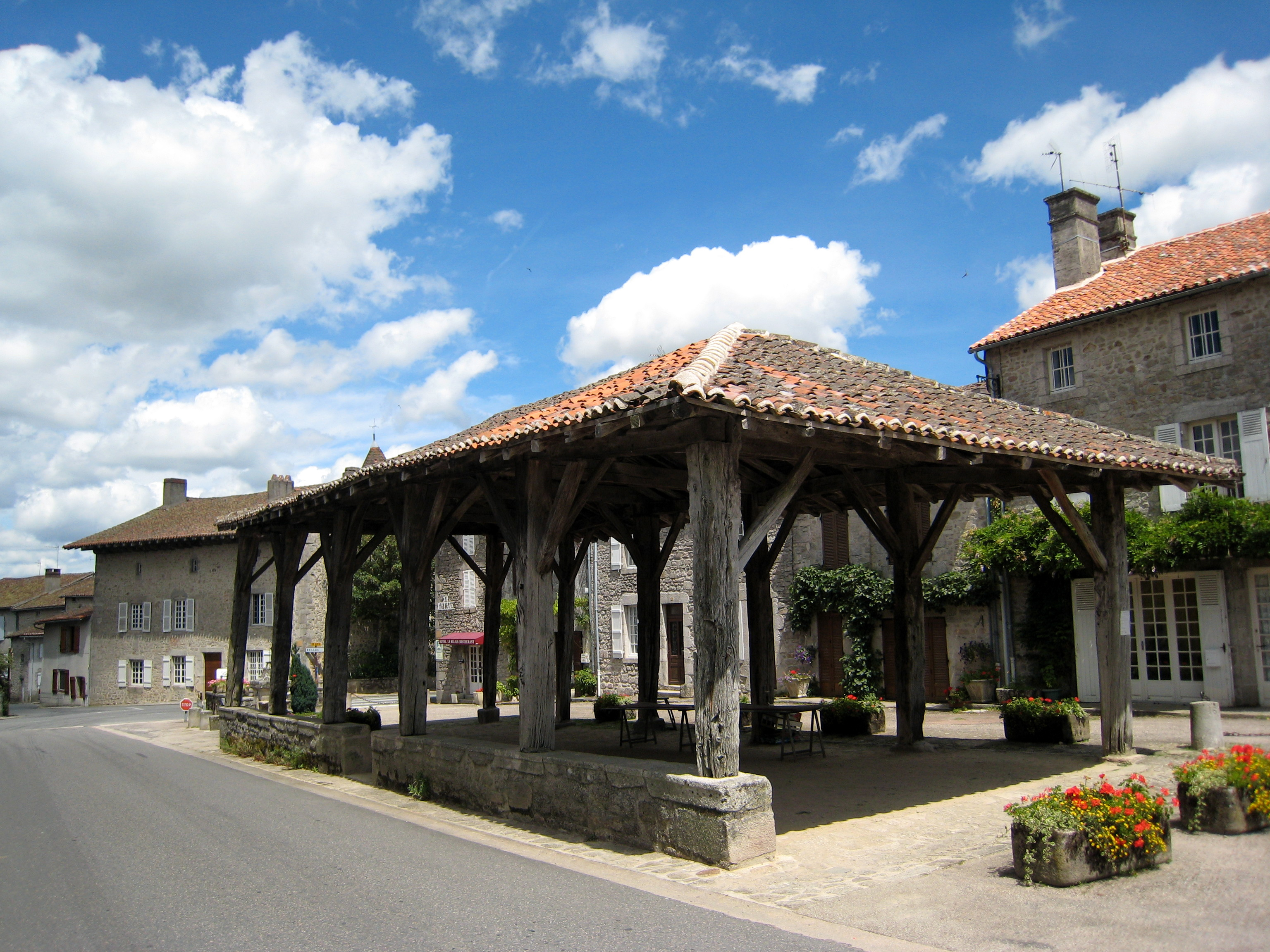
モルテマール